# Paranthropus boisei
Espèce
Synonymes
- Zinjanthropus boisei (Leakey, 1959)
- Australopithecus boisei (Leakey et al., 1964)

Paranthropus boisei est un hominidé fossile qui a vécu en Afrique orientale entre environ 2,4 et 1,2 million d'années avant notre ère, pendant le Pliocène et le Pléistocène inférieur. Il a d’abord été appelé Zinjanthropus boisei  puis Australopithecus boisei. Aujourd'hui, il est souvent inclus dans le genre Paranthropus, dont il est le plus grand représentant. Toutefois, le débat concernant sa position phylogénétique n’est pas encore clos.

## Découvertes

### OH 5
Découvert par l'anthropologue Mary Leakey en juillet 1959 dans les gorges d'Olduvaï (Tanzanie), le crâne OH 5, surnommé « casse-noisette » (Nutcracker Man en raison de sa denture post-canine puissante, adaptée à une nourriture de savane très coriace, graines ou noix) est bien conservé et date de 1,75 million d'années ; il présente des traits différents de ceux des Australopithèques graciles. Mary et son époux Louis Leakey ont appelé le spécimen Zinjanthropus boisei ; boisei en hommage à Charles Boise, le mécène de cette équipe d'anthropologues ; zinj est un mot ancien pour désigner l'Afrique orientale et anthropos signifie homme en grec,. Paranthropus boisei a acquis une grande importance quand Richard Leakey, le fils des deux anthropologues, a estimé que c’était la première espèce d’hominidés à avoir fabriqué des outils en pierre.

### KNM-ER 406

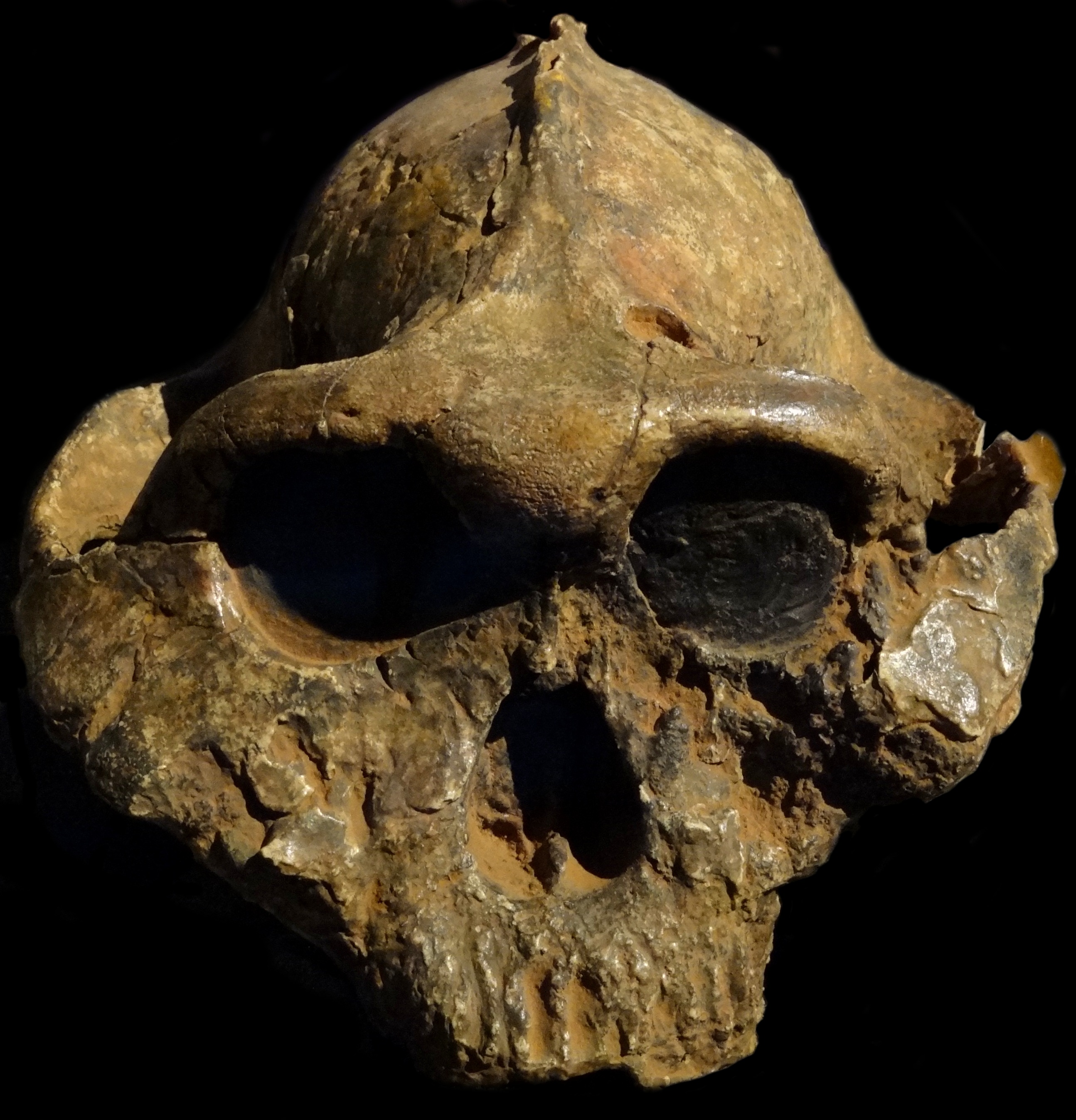
Crâne KNM-ER 406.

Un autre crâne, inventorié sous le numéro KNM-ER 406, a été mis au jour en 1969 par Richard Leakey et Mwongela Mutua à Koobi Fora, près du lac Turkana au Kenya. Ce crâne, attribué à un individu adulte, a une capacité endocranienne de 510 cm3 environ. Il est daté de 1,85 à 1,7 million  d'années,.

### Autres fossiles
La mandibule de Peninj (Peninj 1) a été découverte en 1964 près du lac Natron en Tanzanie.
En 1993, A. Amzaye a trouvé des fossiles de Paranthropus boisei à Konso (Éthiopie). Le morceau de crâne s’appelle KGA10-525 et son âge est estimé à 1,4 million d'années. C'est le plus grand spécimen de crâne de Paranthropus boisei jamais découvert. C’est le seul reste de l'espèce trouvé en Éthiopie; tous les autres l’ont été dans d'autres parties de l'Afrique orientale. Le spécimen le plus vieux de Paranthropus boisei (L. 74a-21) a été trouvé à Omo (Éthiopie) et il date de 2,3 millions d'années tandis que les spécimens les plus récents de la gorge d'Olduvai ont 1,2 million d'années.

## Morphologie et écologie
Le volume cérébral frappe par sa petitesse : environ 500 à 550 cm3, à peine plus grand que celui d’Australopithecus afarensis et d’Australopithecus africanus. Il a une face très plate et un crâne nettement spécialisé pour une mastication puissante. Plusieurs de ses traits se rencontrent chez les gorilles modernes, notamment la présence d'une crête sagittale au sommet du crâne chez les mâles. Les mâles pesaient 55 kg et leur taille debout était de 1,50 m, tandis que les femelles pesaient 30 kg et ne mesuraient que 1,20 m de haut. Il s'agit de l'un des plus importants dimorphismes sexuels connus chez les hominidés.
La denture puissante (surtout les molaires - environ 3 à 4 fois plus grandes que celles de hommes modernes - et les prémolaires, d'où son surnom de « casse-noisette ») était interprétée comme une adaptation à mâcher une nourriture coriace comme des tubercules déterrés, des graines et noix et probablement des feuilles dans les prairies. Deux études sur l'émail de ses dents contredisent cette interprétation : en 2005 une étude sur l'absence de microtraces d'usure qui est caractéristique d'une prise de nourriture non coriace (contrairement à Paranthropus robustus qui possède de telles microtraces) et en 2011 une analyse isotopique au carbone suggère que son régime alimentaire est à forte proportion de plantes en C4 (herbes de types graminées, carex). Ceci est un exemple du phénomène surnommé le « paradoxe de Liem », à savoir que la morphologie adaptative et l'écologie d'une espèce ne sont pas toujours liées (en l'occurrence la morphologie trophique de ces dents n'est pas adaptée à la nourriture coriace la plus riche nutritivement mais aux ressources alimentaires les plus abondantes).
Paranthropus boisei habitait les prairies sèches de savane et les territoires boisés.
Aucun outil en pierre n’a été trouvé en association directe avec Paranthropus boisei contrairement à ce qu’avait cru d'abord Richard Leakey. Toutefois l'apparition de l'industrie lithique date d'au moins 3,3 millions d'années à Lomekwi et elle est considérée comme le fait du Kenyanthropus, donc rien ne permet d'exclure que les paranthropes aient, eux aussi, taillé des outils. En 2023, des outils oldowayens sont découverts à Nyayanga (Kenya) dans des dépôts comportant aussi des os d'hippopotame et deux fragments de molaire de paranthropes (sans qu'on ait pu en préciser l'espèce), datés d'environ 2,8 Ma (entre 3,032 et 2,595 Ma),.
Au début Richard Leakey avait cru que l'espèce était un ancêtre direct d'Homo sapiens mais une analyse plus récente l'a placée sur un rameau évolutif séparé, sans rapport avec le genre Homo et probablement éteint sans descendance.

## Maladies
L'herpès de type 2 (HSV-2) aurait été transmis à Homo erectus par Paranthropus boisei, quelque part entre il y a 3 et 1,4 millions d'années, soit par consommation de leur viande soit par relation sexuelle. Paranthropus boisei l'aurait lui-même reçu dans 40% des cas directement depuis le dernier ancêtre commun des Hominini (qui comprend les genres humains et les chimpanzés) il y a environ 7 millions d'années, et dans 60% des cas depuis Homo habilis, contaminé lui-même par l'ancêtre commun,.